# Rowieńki
Rowieńki – osiedle typu miejskiego w Rosji, w obwodzie biełgorodzkim. W 2010 roku liczyło 10 264 mieszkańców.